# Агсан Могомед Хан
Агсан Могомед Хан (7 квітня 1916 — ) — індійський хокеїст на траві.
Олімпійський чемпіон 1936 року.